# Helicia celebica
Helicia celebica är en tvåhjärtbladig växtart som beskrevs av Herman Otto Sleumer. Helicia celebica ingår i släktet Helicia och familjen Proteaceae. Inga underarter finns listade i Catalogue of Life.